# Universidade Nacional de Ruanda

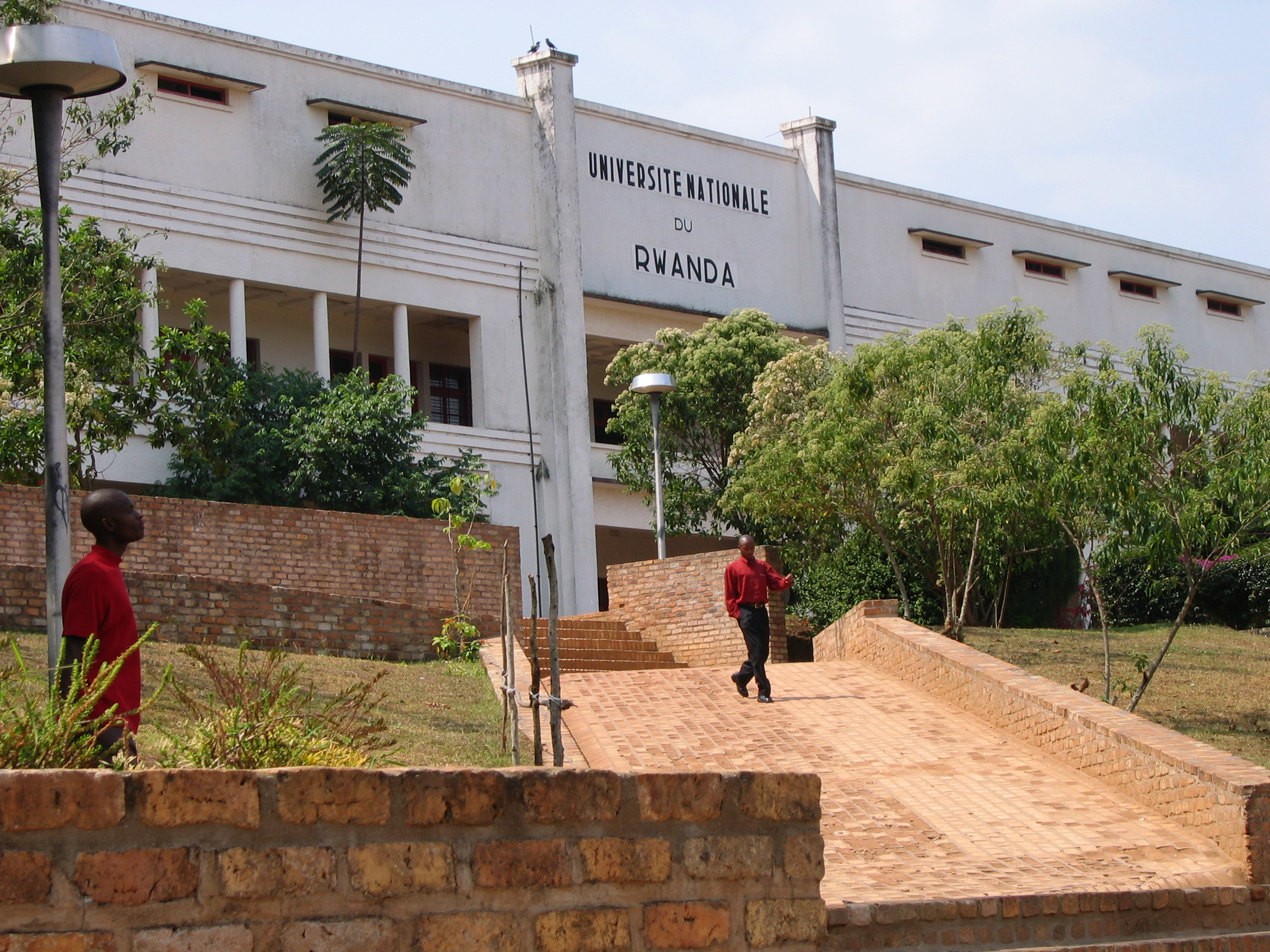
Universidade Nacional de Ruanda.

A Universidade Nacional de Ruanda (em francês: Université nationale du Rwanda; em inglês: National University of Rwanda) foi uma universidade pública em Ruanda. Estava localizada na cidade de Butare, sendo criada em 1963 pelo governo do país em cooperação com Congregação dos Dominicanos da Província de Quebec, do Canadá.
Quando foi criada, a instituição tinha três divisões (Faculdades de Medicina e Ciências Sociais, e uma faculdade de Formação de Professores), 51 estudantes e 16 professores. A universidade sofreu muito durante o genocídio e teve que fechar em 1994, reabrindo em abril do ano seguinte. Nessa altura o inglês foi introduzido como idioma de instrução, ao lado do idioma francês. De 2005 a 2013, foi reformulada para concentrar seus estudos em Ciência e Tecnologia e na área de Humanas.
Em 2013 a universidade foi fundida com mais 6 instituições para formar a Universidade de Ruanda.

## Faculdades
A universidade tinha 9 faculdades:
- Faculdade de Medicina
- Faculdade de Agricultura
- Faculdade de Artes, Comunicação Social e Ciências Sociais
- Faculdade de Ciências Aplicadas
- Faculdade de Direito
- Faculdade de Ciências
- Faculdade de Economia e Gestão
- Escola de Saúde Pública
- Escola de Competências em Línguas da Fundação